# ルイ・エマニュエル・グリューナー
ルイ・エマニュエル・グリューナー（Louis Emmanuel Gruner、1809年5月11日 - 1883年3月26日）は、スイス生まれのフランスの地質学者・金属工学者・地球科学者である。製鉄技術の分野の研究に貢献した。
ベルン近くの Ittigen に生まれた。学者の家系で、母親の祖父は生理学者で氷河の研究もしたアルブレヒト・フォン・ハラー（Albrecht von Haller、1708年 - 1777年）がいる。ジュネーヴの大学で学んだ後、パリに出て、パリ国立高等鉱業学校に入学し優秀な成績を収め Corps des Mines に選ばれた。
ドイツなどで学んだ後、当時フランスで最も重要な石炭の産地で製鋼が行われていたサン＝テティエンヌに仕事を求めた。ロワール県の炭田の地質調査を行った。1835年から1847年の間、サン＝テティエンヌの高等鉱山学校の化学の教授を務めた。次にポワチエ地区の鉱山の技術主任に任じられ、クルーズ県の炭鉱の地質調査を行った。
1852年にサン＝テティエンヌに戻り、鉱山学校の校長を1958年まで務めた。パリの国立鉱山学校の金属工学の教授に任じられ1972年までその職にあった。1897年に引退するまで、フランスの鉱業の分野での要職を務めた。
地質学の分野では主に炭鉱の生成の分野で研究を行い、鉱物学会のAnnales des minesや、Annales de la Société d'agriculture, sciences et arts de Lyon やフランス地質学会のde Bulletin de la Société géologique de Franceに論文を発表した。金属学（冶金学）の分野ではコークスの品位の指標を確立し、銑鉄の製造のための炉の寸法と燃料消費などの関係を調べた。
グリュネル閃石 (grunerite) にはグリューナの名がつけられている。